# Киврен, Жослен
Жосле́н Кивре́н (фр. Jocelyn Quivrin; 14 февраля 1979, Дижон, Франция — 15 ноября 2009, Сен-Клу, Франция) — французский актёр.

## Биография
Жослен Киврен родился 14 февраля 1979 года в Дижоне (Бургундия, Франция) в семье врача анестезиолога Венсана Бофиса. Киврен изучал кинематографию и радиовещание в Колледже Гектора Берлиоза в Венсене, восточном пригороде Парижа. Затем он поступил в Университет Нантер и получил степень бакалавра по литературе, одновременно изучая кинематограф. Однако, вскоре он бросил учёбу и занялся профессиональной карьерой. Он провёл несколько месяцев в школе драматического мастерства «École des Enfants Terribles» и впоследствии посещал занятия ещё на нескольких курсах.
В 2005 году получил роль детектива Нерто в триллере «Империя волков», где он сыграл в паре с Жаном Рено. Фильм стал коммерчески успешным, что помогло карьерному росту в жизни Киврена. Он также принимал участие в двух «оскароносных» фильмах — исторической драме «Елизавета» (1998) и в раскритикованном политическом триллере «Сириана» (2005), с Джорджем Клуни и Мэттом Деймоном в главных ролях.
Известной ролью Киврена стала роль Шарли Дагута в фильме по книге современного писателя Фредерика Бегбедера «99 франков» (2007). За роль второго плана был номинирован на премию «Сезар» в категории «Самый многообещающий актер», он получил премию «Люмьер» в категории «Лучший молодой актер» и премию «Золотая звезда кино» Французской академии кинопрессы в категории «Лучший новичок-актер».
В 2006 году как режиссёр поставил по собственному сценарию короткометражный фильм «Актер», к съёмкам в котором привлёк своих друзей-актёров, в частности Натали Бай, сыгравшую главную роль.
Киврен погиб в автокатастрофе, которая произошла на шоссе А13 15 ноября 2009 года. Он потерял контроль над своим спортивным двухместным Ariel Atom на въезде в тоннель Сен-Клу. Автомобиль вспыхнул, и актёр погиб, зажатый в искорёженном кузове. На найденном спидометре, который показывал 230 километров в час, не удалось выяснить, действительно ли Жослин двигался с такой скоростью или это произошло вследствие сильного удара. Французская пресса и телевидение сообщали, что дорога была мокрой из-за дождя.
Похороны состоялись 21 ноября 2009 года в парижской церкви реформаторов на авеню Гранд-Арме.

### Личная жизнь
Киврен был женат на актрисе Алисе Тальйони, от которой у него был сын Чарли (род. 18 марта 2009).